# Ejn Jahav
Ejn Jahav (hebrejsky עֵין יַהַב, doslova „Pramen Jahav“, v oficiálním přepisu do angličtiny En Yahav, přepisováno též Ein Yahav) je vesnice typu mošav v Izraeli, v Jižním distriktu, v Oblastní radě Centrální Arava.

## Geografie
Leží v nadmořské výšce 88 metrů pod úrovní moře v údolí vádí al-Araba, cca 35 kilometrů od jižního břehu Mrtvého moře. Západně od obce se prudce zvedá aridní oblast pouště Negev.
Obec se nachází 120 kilometrů od břehu Středozemního moře, cca 162 kilometrů jihovýchodně od centra Tel Avivu, cca 124 kilometrů jižně od historického jádra Jeruzalému a 125 kilometrů severoseverovýchodně od města Ejlat. Ejn Jahav obývají Židé, přičemž osídlení v tomto regionu je etnicky převážně židovské. Obec je jen 1 kilometr vzdálena od mezinárodní hranice mezi Izraelem a Jordánskem.
Ejn Jahav je na dopravní síť napojen pomocí dálnice číslo 90.

## Dějiny

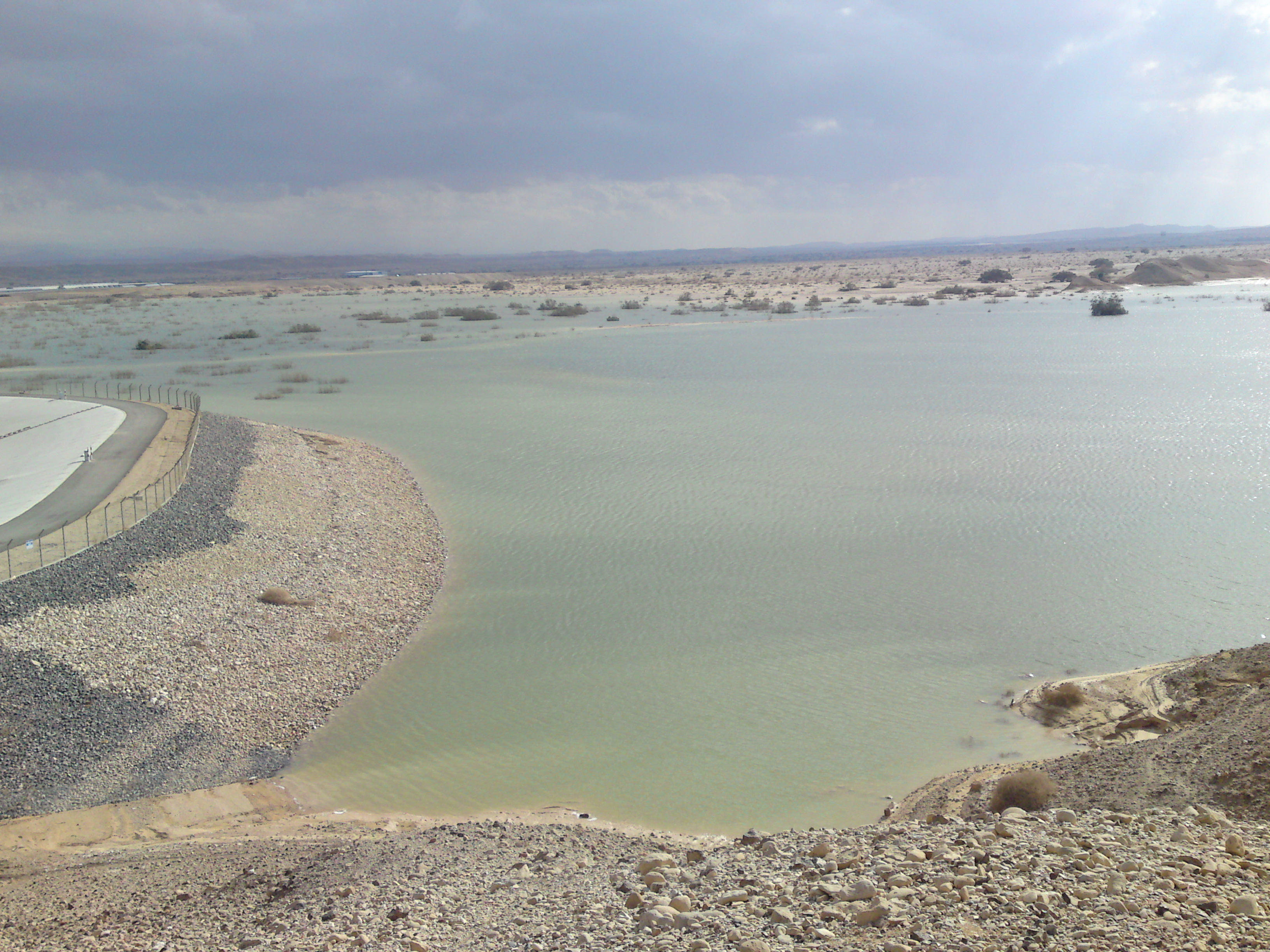
Vodní nádrž poblíž mošavu Ejn Jahav

Ejn Jahav byl založen v roce 1951. Podle jiného pramene došlo ke zřízení osady až roku 1959. Původně šlo o polovojenské sídlo typu Nachal. V roce 1962 se proměnilo na ryze civilní osadu. V roce 1966 započala výstavba prvních stálých domů. Prvních 34 domů bylo pak dokončeno v roce 1967. V roce 1968 přibyla budova mateřské školy a začalo budování společenského střediska. V roce 1972 bylo postaveno zdravotní centrum.
Místní ekonomika je založena na zemědělství (pěstování květin a zeleniny pro zimní izraelský trh a na export), průmyslu (kosmetická firma) a službách. Vesnice využívá polohu na poloviční vzdálenosti mezi Ejlatem a Beerševou. Stojí tu čerpací stanice pohonných hmot a restaurace. V obci funguje plavecký bazén, sportovní areály, obchod se smíšeným zbožím a zdravotní středisko. Mošav plánuje stavební expanzi, v jejímž rámci se tu předpokládá výstavba až 150 domů.

## Demografie
Obyvatelstvo mošavu je sekulární. Podle údajů z roku 2014 tvořili naprostou většinu obyvatel v Ejn Jahav Židé (včetně statistické kategorie "ostatní", která zahrnuje nearabské obyvatele židovského původu ale bez formální příslušnosti k židovskému náboženství).
Jde o menší obec vesnického typu s dlouhodobě rostoucí populací. K 31. prosinci 2014 zde žilo 676 lidí. Během roku 2014 populace klesla o 1,0 %.
| Rok            | 1972 | 1983 | 1995 | 2001 | 2003 | 2004 | 2005 | 2006 | 2007 | 2008 | 2009 | 2010 | 2011 | 2012 | 2013 | 2014 |
| -------------- | ---- | ---- | ---- | ---- | ---- | ---- | ---- | ---- | ---- | ---- | ---- | ---- | ---- | ---- | ---- | ---- |
| Počet obyvatel | 243  | 482  | 571  | 471  | 486  | 502  | 540  | 581  | 612  | 623  | 622  | 643  | 665  | 672  | 683  | 676  |